# أحفورة رجل سلدانا

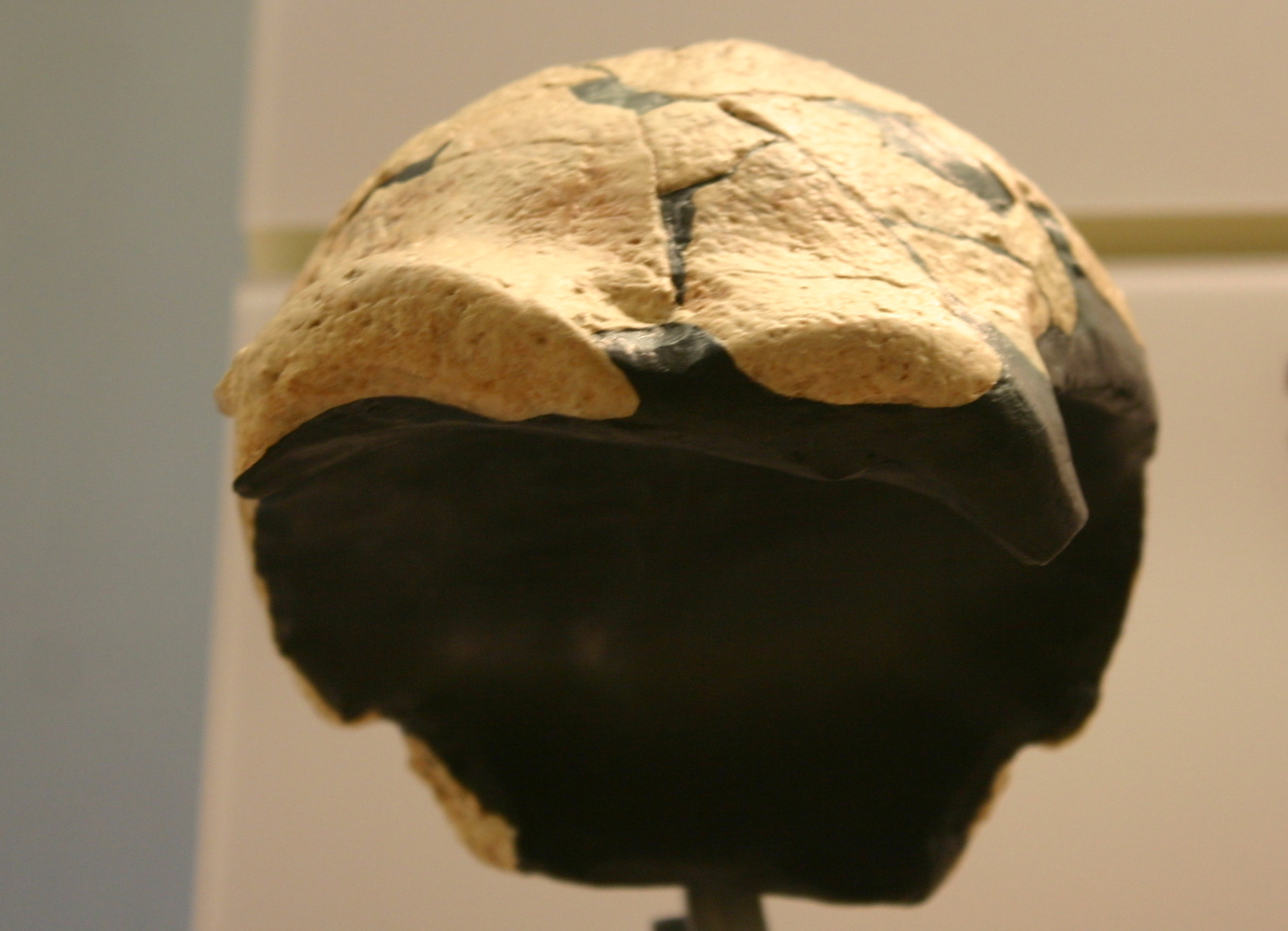

رجل سلدانا (بالإنجليزية: Saldanha man)‏ والمعرف أيضاً باسم (جمجمة سلدانا Saldanha cranium) و باسم (جمجمة إيلاندسفونتاين Elandsfontein cranium) هي بقايا متحجّرة لإنسانٍ بدائيّ، وتعتبر هذه الأحفورة واحدة من العيّنات الرئيسية لإنسان هايدلبيرغ Homo heidelbergensis. لم يتمّ تحديد عمر هذه العيّنة بشكلٍ مباشر بعد اكتشافها ويقدّر عمرها الآن بحوالي 500 ألف سنة، تمّ العثور على العيّنة التي شملت أجزاءً من فكٍّ سفليّ متوضّعٍ على سطح مكشوف، بين كثبانٍ من الرمال المتحرّكة في مزرعة إيلاندسفونتاين، قرب مقاطعة هوبفيلد في جنوب أفريقيا.
تم العثور على العيّنة مقترنة مع مجموعة متنوّعة من الأحافير الفقاريّة، وصُنِّفت في البداية على أنّها من نوع إنسان سلدانا Homo saldanensis من قبل ماثيو روبيرتسون ديرنان M. R. Drennan في عام 1955. وأشار العالم رونالد سينغر (مُكتشف العيّنة) في عام (1954) إلى التشابه الوثيق بين عيّنة جمجمة سلدانا مع إنسان روديسيا الذي يطلق عليه اسم «كابوي 1، Kabwe 1» ومع حفريّة إل إتش 18 وقارنها على وجه التحديد مع عيّنة كابوي 1، ونتيجةّ لهذا التشابه فقد دعم العديد من العلماء تصنيف عيّنة إنسان سلدانا على أنّها من نوع إنسان هايدلبيرغ الأفريقي (إنسان روديسيا) بشكلٍ متكرّر.